# Ružić
Pour les articles homonymes, voir Ružić (homonymie).
Ružić est un village et une municipalité située dans le comitat de Šibenik-Knin, en Croatie. Au recensement de 2001, la municipalité comptait 1 775 habitants, dont 99,04 % de Croates et le village seul comptait 250 habitants.

## Localités
La municipalité de Ružić compte 9 localités :
- Baljci
- Čavoglave
- Gradac
- Kljake
- Mirlović Polje
- Moseć
- Otavice (en)
- Ružić
- Umljanović